# Thuyền Phàm
Chòm sao Thuyền Phàm 船帆, (tiếng La Tinh: Vela) là một trong 88 chòm sao hiện đại, mang hình ảnh cánh buồm.
Chòm sao này có diện tích 500 độ vuông, nằm trên thiên cầu nam, chiếm vị trí thứ 32 trong danh sách các chòm sao theo diện tích.
Chòm sao Thuyền Phàm nằm kề các chòm sao Tức Đồng, La Bàn, Thuyền Vĩ, Thuyền Để, Bán Nhân Mã.

## Thiên thể
Cũng như các chòm sao nằm gần dải Ngân Hà trên bầu trời, chòm sao Thuyền Phàm có nhiều thiên thể đáng quan tâm
- Các sao χ Vel, δ Vel cùng với hai ngôi sao ε Car và sao ι Car (trong chòm sao Thuyền Để) tạo nên mảng sao Chữ Thập Giả
- Sao đôi γ Vel
- Tinh vân hành tinh Cao Su, ký hiệu: NGC 3132
- Cụm sao mở NGC 2547, NGC 2669
- Sao đôi μ Vel, ψ Vel
- Cụm sao cầu NGC 3201
- Sao biến đổi R Vel